# 크리스 세든
크리스토퍼 존 세든(Christopher Jon Seddon, 1983년 10월 13일 ~ )은 미국의 야구 선수이다. 전  대만 프로 야구 푸방 브레이브스의 선수이다.

## 미국 프로야구 시절
2001년에 탬파베이 레이스에 입단하였다.

## 일본 프로야구 시절
2014년에 요미우리 자이언츠에 입단하였다.

## 한국 프로야구 시절

### SK 와이번스시절
2013년 SK 와이번스로 영입 예정이었던 더그 슬래튼이 개인 사정으로 은퇴하자 대체 용병으로 영입되었다. 그는 지난 2000년대 후반기 최고의 강팀이었던 SK 와이번스에서 에이스로 활약하며 14승 6패 2.98의 평균자책점으로 다승 공동 1위를 달성하고 MVP와 골든글러브 후보에 올랐는데 배영수와 함께 선발로만 14승을 기록하여 역대  최다 선발승 투수 최소 선발승(14선발승) 타이(이외-1988년 한희민 1990년 김태원 2009년 로페즈 조정훈) 기록을 세웠다. 시즌 후 그의 활약을 인상깊게 본 요미우리 자이언츠가 그에게 러브콜을 보냈고, 러브콜을 받아들여 요미우리 자이언츠로 이적한다. 하지만 첫 경기 8.2이닝 15K 무실점 이후 4승 5패로 부진하며 방출된다. 2015년 4월 13일 대만 프로 야구팀인 Lamigo 몽키스와 계약하였다. 그러나 트래비스 밴와트가 팔뼈 골절상을 입어 시즌을 마감하자 한국프로야구 전 소속팀인 SK 와이번스와 계약을 다시 맺는다. 2015년 7월 21일 두산과의 경기에서 6이닝 1실점으로 호투하며 한국프로야구 복귀 후 첫 승을 따냈다. 2015 시즌 14경기에 등판해 7승 5패, 평균자책점 4.99를 기록하였다. 2015년 시즌 후 메릴 켈리와 함께 재계약하였다.
4월 한 달간 5경기에서 3승 1패 평균자책점 3.27로 제 몫을 해냈다. 하지만 5월 들어 2승 3패 평균자책점 7.04에 그쳤고 6월에도 2경기에서 1패 평균자책점 10.50에 그치며 지난 10일 2군으로 떨어졌다. 교체론이 대두되던 가운데 결국 2016년 6월 22일 SK는 크리스 세든을 웨이버 공시했다. SK 와이번스는 대체 선수로 브라울리오 라라를 영입하였다.

## 대만 프로야구 시절
2015년에 대만 프로 야구 라미고 몽키스에 입단하였다.
2017년에 대만 프로 야구 푸방 브레이브스에 입단하였다.

## 통산 성적

### 통산 기록
| 년도    | 팀    | 평균자책 | 경기수 | 승리 | 패전 | 세이브 | 홀드 | 완투 | 완봉 | 이닝    | 피안타 | 피홈런 | 4사구 | 탈삼진 | 실점 | 자책점 | 비고         |
| ------- | ----- | -------- | ------ | ---- | ---- | ------ | ---- | ---- | ---- | ------- | ------ | ------ | ----- | ------ | ---- | ------ | ------------ |
| 2013    | SK    | 2.98     | 30     | 14   | 6    | 0      | 0    | 1    | 0    | 187 1/3 | 169    | 14     | 84    | 160    | 65   | 62     | 다승 공동1위 |
| 2015    | SK    | 4.99     | 14     | 7    | 5    | 0      | 0    | 1    | 1    | 74      | 77     | 12     | 33    | 67     | 42   | 41     |              |
| 2016    | SK    | 5.37     | 12     | 5    | 5    | 0      | 0    | 0    | 0    | 62 0/3  | 76     | 8      | 18    | 43     | 52   | 37     |              |
| KBO통산 | 3시즌 | 3.77     | 56     | 26   | 16   | 0      | 0    | 2    | 1    | 323 1/3 | 322    | 34     | 135   | 270    | 159  | 140    |              |